# Southern Accents
Southern Accents — шестой студийный альбом рок-группы Tom Petty and the Heartbreakers, изданный в 1985 году.

## Об альбоме
Запись Southern Accents породила некоторую напряжённость между участниками группы, так как каждый видел альбом по-своему. Во время сведения песни «Rebels» Петти был немало раздосадован и ударил кулаком об стену, серьёзно повредив руку. Изначально Southern Accents должен был включать песни «Trailer», «Big Boss Man», «Crackin’ Up», «The Image of Me» и «The Apartment Song», но они вышли лишь 10 лет спустя на сборнике редких вещей Playback.
Southern Accents достиг 7-го места в Billboard 200. В чарты также попали песни «Don’t Come Around Here No More» (2 место в Mainstream Rock и 13 в Billboard Hot 100), «Make It Better (Forget About Me)» (соответственно, 12-е и 54-е место) и «Rebels» (5-е и 74-е). Для обложки Southern Accents была использована картина американского художника Уинслоу Хомера. На песню «Southern Accents» впоследствии записал кавер Джонни Кэш на своём альбоме American II: Unchained.

## Список композиций
Слова и музыка всех песен — Тома Петти, за исключением «It Ain’t Nothin’ to Me», «Don’t Come Around Here No More» и «Make It Better (Forget About Me)» — Петти в соавторстве с Дэйвом Стюартом и «Dogs on the Run» — в соавторстве с Майком Кэмпбеллом.
| №  | Название                           | Длительность |
| -- | ---------------------------------- | ------------ |
| 1. | «Rebels»                           | 5:21         |
| 2. | «It Ain’t Nothin’ to Me»           | 5:12         |
| 3. | «Don’t Come Around Here No More»   | 5:07         |
| 4. | «Southern Accents»                 | 4:44         |
| 5. | «Make It Better (Forget About Me)» | 4:23         |
| 6. | «Spike»                            | 3:32         |
| 7. | «Dogs on the Run»                  | 3:40         |
| 8. | «Mary’s New Car»                   | 3:47         |
| 9. | «The Best of Everything»           | 4:03         |

## Участники записи
The Heartbreakers:
- Том Петти — вокал, гитара, фортепиано, клавишные, ударные, бас-гитара
- Майк Кэмпбелл — гитара, бас-гитара, добро, слайд-гитара, клавишные, бэк-вокал
- Бенмонт Тенч[англ.] — фортепиано, клавишные, вибрафон, бэк-вокал
- Стэн Линч[англ.] — ударные, перкуссия, клавишные, бэк-вокал
- Хоуи Эпштейн[англ.] — бас-гитара, бэк-вокал

Также:
- Уильям Бергман — тенор-саксофон, звуковые эффекты, бэк-вокал
- Джон Берри-мл. — труба, звуковые эффекты
- Рон Блэр[англ.] — бас-гитара
- Рик Браун[англ.] — труба, звуковые эффекты, бэк-вокал
- Шерон Селани — бэк-вокал
- Джим Койл — тенор-саксофон, звуковые эффекты, бэк-вокал
- Малкольм Дункан[англ.] — саксофон
- Молли Дункан — саксофон
- Дин Гарсиа[англ.] — бас-гитара
- Бобби Холл[англ.] — перкуссия
- Джерри Хей[англ.] — духовая аранжировка
- Гарт Хадсон — клавишные
- Клайдин Джексон — бэк-вокал
- Фил Джонс — перкуссия
- Maртин Джурард — саксофон
- Джим Келтнер — перкуссия
- Ричард Мануэль[англ.] — бэк-вокал
- Мэрилин Мартин[англ.] — бэк-вокал
- Kёрт Макгеттрик — духовые, звуковые эффекты, бэк-вокал
- Джек Ницше — струнная аранжировка
- Дейв Пльюз — труба
- Дэниэл Ротмюллер — кларнет, виолончель
- Грег Смит — баритон-саксофон, бэк-вокал
- Стефани Спрюилл — бэк-вокал
- Дэйв Стюарт — бас-гитара, гитара, клавишные, ситар, бэк-вокал
- Джулия Тиллмен Уотерс — бэк-вокал
- Maксайн Уиллард Уотерс — бэк-вокал

## Позиции в хит-парадах
Годовые чарты:
| Хит-парад (1985)               | Позиция |
| ------------------------------ | ------- |
| Канада (RPM Year-End)          | 55      |
| США (Billboard Top Pop Albums) | 38      |